# Яблочков, Даниил Моисеевич
Даниил Моисеевич (Пятович) Яблочков (ок.1580 - ок.1635) — государственный деятель Российского государства XVII века, стольник (1626), воевода. Основатель рода Яблочковых — дворян Калужской, Тульской, Рязанской и Саратовской губерний. Предок знаменитого изобретателя Павла Яблочкова.

## Биография
Отец — Пятой (Моисей) Иванович, московский сын боярский, впервые упоминается в 1565 г., в  1584 вёрстан поместьем в 400 четей по Мещовску.
В 1604 Даниил Яблочков участвовал в обороне Новгорода-Северского (командир белёвской сотни). В 1606 верстан поместьем по Мещовску в 450 четей.
В 1613 году проводил распределение (вёрстку) поместий в Белёвском уезде.
В 1614—1615 воевода Орла. В июле 1615, узнав о том, что поляки захватили Карачев, приказал гарнизону и жителям оставить город и уходить в Мценск. В результате Орел был сожжен по приказу Лисовского.
Данилу Яблочкова вместе с другими воеводами судили за сдачу городов, в которых, по оценкам бояр, «сидеть…было мочно», и «боярин князь Дмитрий Михайлович Пожарский со всеми людьми стоял близко, и от него помощи ждать было мочно».
«И октября в 5 день бояре приговорили воевод, которые городы покинули, князя Михаила Долгоруково, Петра Бунакова, Семена Глебова, Данила Яблочкова за воровство и за измену, сказав им воровство их, и измену бить кнутом по торгом и казнить смертью».
Им прочли приговор, исповедовали, били кнутом, но в последний момент помиловали в связи со смертью матери царя Михаила.
Данила Яблочков вернулся на государственную службу и в 1620 «за воинские доблести» был пожалован поместьем в Мещовском уезде (село Которь с деревнями) и назначен воеводой Мещовска (был в этой должности до 1621).
В 1622—1624 воевода в Осколе. В 1624—1626 второй (вместе с Андреем Артемьевичем Измайловым) воевода в Ливнах.
Летом 1625 года крымские татары неожиданно напали на Ливенский уезд. Переправившись через Телячий брод, татарская конница продвинулась до речки Труды, но здесь её встретили казаки, которых возглавлял Порфирий Гринев. Несмотря на численное превосходство крымских татар, воеводы Андрей Измайлов и Даниил Яблочков у Кирпичного брода, а Порфирий Гринев у реки Труды смело вступили в бой, который продолжался до позднего вечера. Ночью, воспользовавшись темнотой, татары ушли из Ливенского уезда на север.
В 1627 году Данило Яблочков снова воевода в Осколе и в отписке сообщает, что проезжающие через город «посольские, служилые и воинские люди», жгут возле построек костры. Его опасения оправдались и в 1628 году от одного из таких костров загорелась Соборная церковь и огонь перекинулся на город. В результате в 1629—1630 гг. был построен новый острог, стены города были укреплены бойницами и «пищалями».
В 1632 за Данилой Яблочковым числились вотчина и поместья на литовском рубеже (полсела Которь с деревнями), в них 20 дворов крестьянских, 10 бобыльских и 6 дворов пустых.

## Дети
- Сын — Степан Данилович, умер до 1625 г.
- Сын — Иван Данилович, умер до 1646 г.